# Prix Lupin
Groupe 1 (arrêtée)
Le prix Lupin était une course hippique de plat qui se déroulait au mois de mai sur l'hippodrome de Longchamp.
Le prix succéda au prix de l'Empereur en 1871. Le nom de Lupin a été donné en hommage à Auguste Lupin (1807-1895), éleveur et propriétaire de chevaux de course.
C'était une course de Groupe I réservée aux chevaux de 3 ans. La dernière édition s'est déroulée en 2004.
Le prix Lupin se courait sur la distance de 2 100 mètres.

## Palmarès 1987-2004
| Année | Vainqueur        | Pays        | Père            | Jockey               | Entraîneur           | Propriétaire                 | Temps   |
| ----- | ---------------- | ----------- | --------------- | -------------------- | -------------------- | ---------------------------- | ------- |
| 2004  | Voix du Nord     | France      | Valanour        | Dominique Bœuf       | David Smaga          | Baron T. Van Zuylen          | 2'08"50 |
| 2003  | Dalakhani        | France      | Darshaan        | Christophe Soumillon | Alain de Royer-Dupré | Aga Khan                     | 2'09"40 |
| 2002  | Act One          | France      | In the Wings    | Thierry Gillet       | Jonathan Pease       | G.-W. Leigh                  | 2'09"50 |
| 2001  | Chichicastenango | France      | Smadoun         | Alain Junk           | Philippe Demercastel | Béatrice Brunet              | 2'10"50 |
| 2000  | Ciro             | Irlande     | Woodman         | Michael Kinane       | Aidan O'Brien        | John Magnier & Michael Tabor | 2'13"50 |
| 1999  | Gracioso         | France      | Nureyev         | Olivier Peslier      | André Fabre          | Cheikh Mohammed Al Maktoum   | 2'10"90 |
| 1998  | Croco Rouge      | France      | Rainbow Quest   | Sylvain Guillot      | Pascal Bary          | Wafic Said                   | 2'10"30 |
| 1997  | Cloudings        | France      | Sadler's Wells  | Olivier Peslier      | André Fabre          | Cheikh Mohammed Al Maktoum   | 2'18"20 |
| 1996  | Helissio         | France      | Fairy King      | Dominique Bœuf       | Elie Lellouche       | Enrique Sarasola             | 2'10"30 |
| 1995  | Flemensfirth     | Royaume-Uni | Alleged         | Frankie Dettori      | John Gosden          | Cheikh Mohammed Al Maktoum   | 2'17"20 |
| 1994  | Celtic Arms      | France      | Comrade In Arms | Gérald Mossé         | Pascal Bary          | Jean-Louis Bouchard          | 2'08"80 |
| 1993  | Hernando         | France      | Niniski         | Cash Asmussen        | François Boutin      | Stavros Niarchos             | 2'10"30 |
| 1992  | Johann Quartz    | France      | Sadler's Wells  | Freddy Head          | François Boutin      | Stavros Niarchos             | 2'12"50 |
| 1991  | Cudas            | France      | Seattle Song    | Freddy Head          | François Boutin      | Allen-E. Paulson             | 2'11"90 |
| 1990  | Epervier Bleu    | France      | Saint Cyrien    | Dominique Bœuf       | Elie Lellouche       | Daniel Wildenstein           | 2'10"00 |
| 1989  | Galetto          | France      | Caro            | Eric Legrix          | Jacques Cunnington   | Comtesse Batthyany           | 2'10"90 |
| 1988  | Exactly Sharp    | Royaume-Uni | Sharpen Up      | Eric Legrix          | Robert Collet        | J.-P. Binet                  | 2'08"40 |
| 1987  | Groom Dancer     | France      | Blushing Groom  | Dominique Bœuf       | Tony Clout           | M.-L. Warner Jr              | 2'12"00 |

## Anecdote cinématographique
Dans le film Le Gentleman d'Epsom le commandant (Jean Gabin) fait référence au Prix Lupin de 1899 à Longchamp, avec Watkins sur Holocauste. Il explique ainsi l'échec du Jockey Victor.
 - Eh bien, il s'est passé que le petit Victor a monté comme un cochon ! Il a refait exactement la course de Watkins sur Holocauste dans le Lupin. Il a pris le dernier tournant trop large et alors, à ce moment-là, au lieu de faire tout l'extérieur, il a voulu refaire un centrage. Watkins sur Holocauste !
- Watkins sur Holocauste ?
- Longchamp 1899 !